# Герб комуни Альвеста
Герб комуни Альвеста (швед. Alvesta kommunvapen) — символ шведської адміністративно-територіальної одиниці місцевого самоврядування комуни Альвеста.

## Історія
Герб було розроблено для торговельного містечка (чепінга) Альвеста. Отримав королівське затвердження 1951 року.    
Після адміністративно-територіальної реформи, проведеної в Швеції на початку 1970-х років, муніципальні герби стали використовуватися лишень комунами. Цей герб був 1971 року перебраний для нової комуни Альвеста.
Герб комуни офіційно зареєстровано 1974 року.

## Опис (блазон)
У зеленому полі три золоті бджоли, дві над однією, у золотій основі — зелене колесо з розгорнутими обабіч крилами.

## Зміст
Символ крилатого колеса уособлює залізницю. Бджоли означають працелюбність і розвинуту промисловість.   